# ヒビング

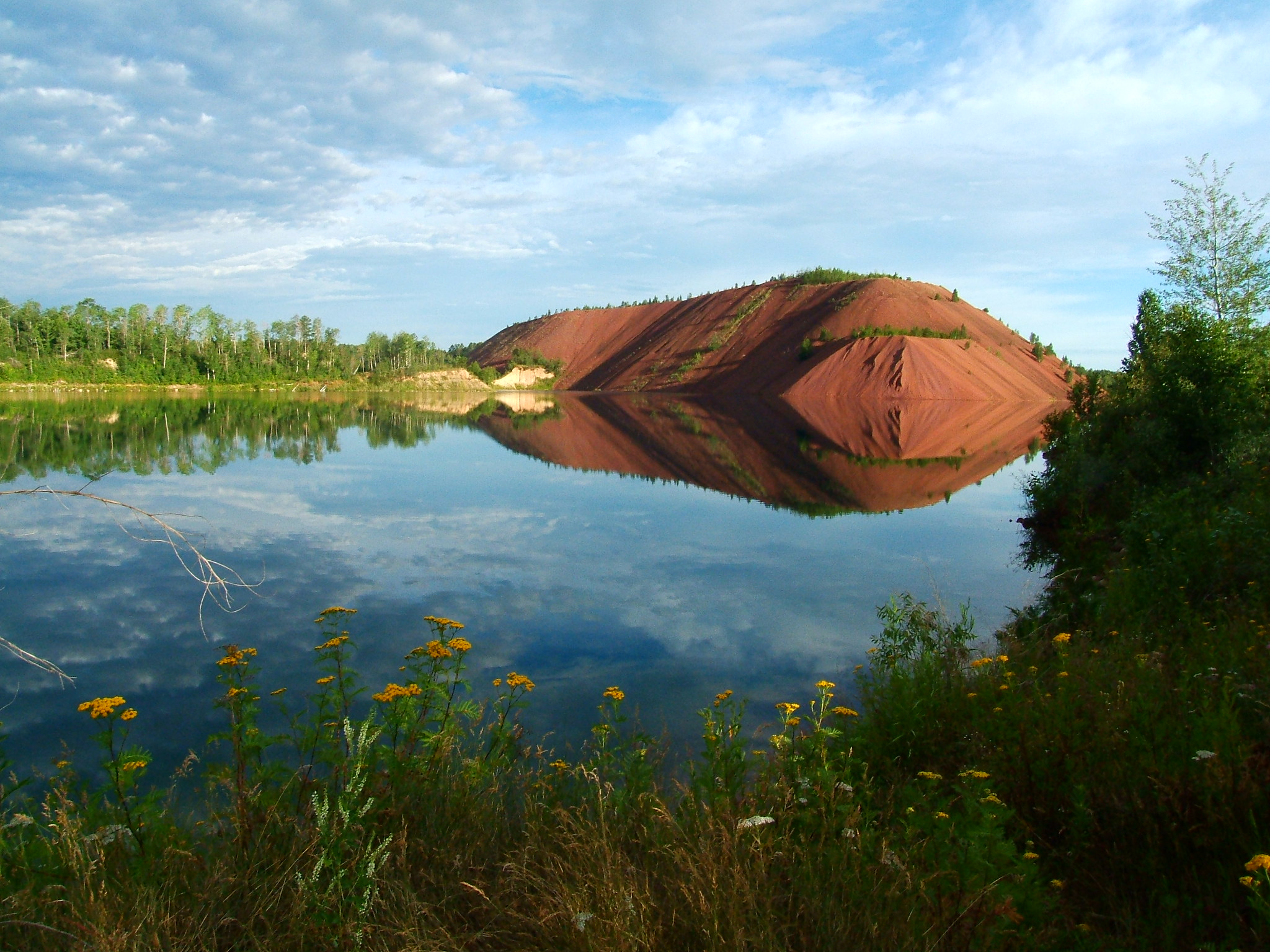
このように赤茶色の砂鉄の山や丘が各所に露出していて、ショベルカーでそのまま掬えば鉄鉱の露天収集が容易である

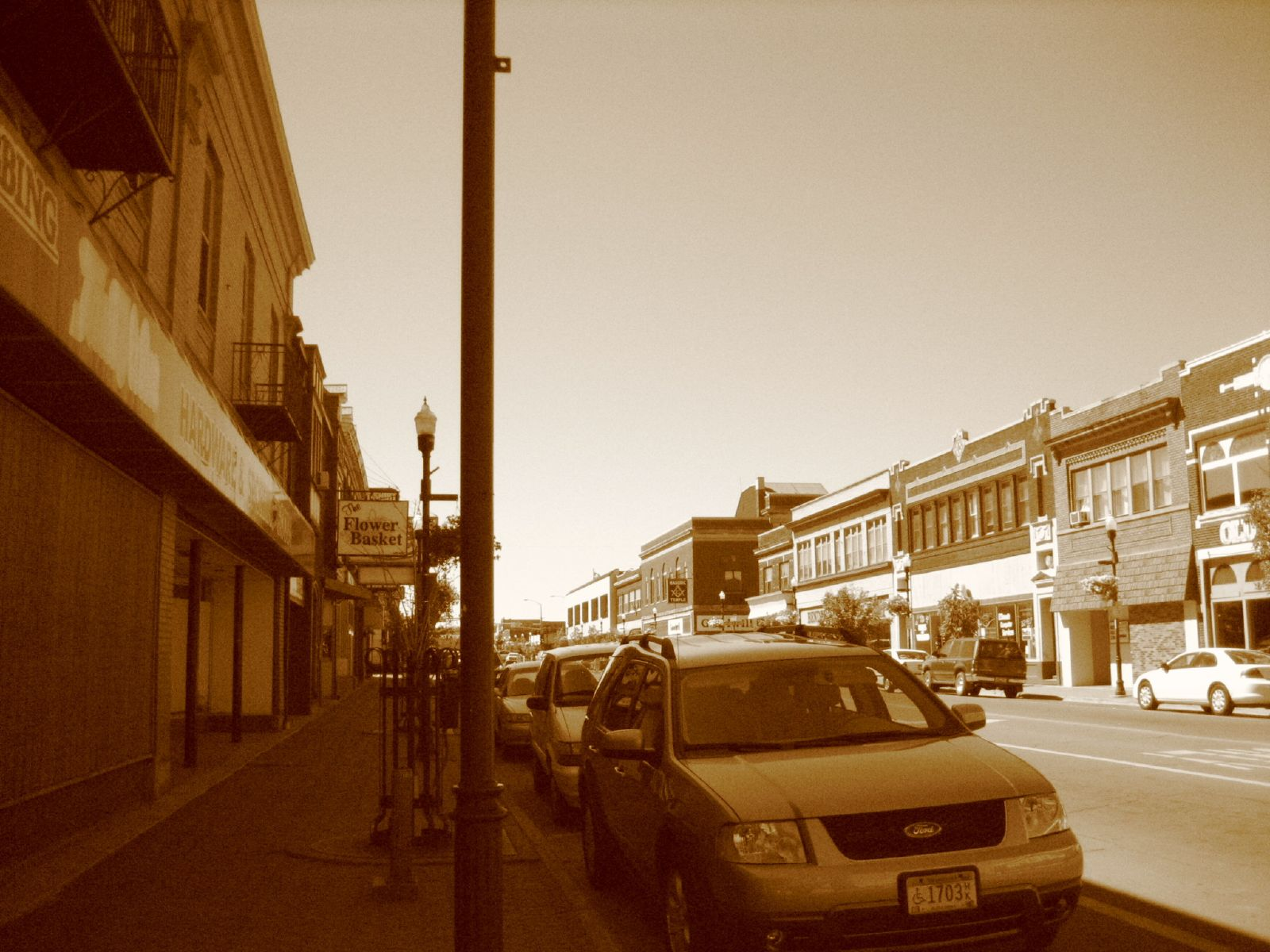
ヒビング市街地の風景（2007年）

ヒビング（Hibbing）は、アメリカ合衆国ミネソタ州のセントルイス郡にある鉱業都市。人口は1万6214人（2020年）。メサビレンジのほぼ中央に位置し、同州内の鉱業都市の中では最大であり、世界一の露天掘り鉄鉱床のヒュール・ラスト・マホニング露天掘り鉱床は有名。採掘された半数以上が全米各地のUSスチールの工場で鉄に加工される。
シンガーソングライターのボブ・ディランは、幼少期から高校卒業までをこの町で過ごした。
ヒビングは北米最大のバス事業会社グレイハウンド・ラインズの創業地でもあるが、後にグレイハウンドの本社は転出し、現在は路線も運行されていない。

## 沿革
1893年、フランク・ヒビングによって発足。市民の大勢が鉱山労働者となり、街は豊かな鉄鉱脈により発展したが、職場環境の管理不十分のため塵肺や肺がんの犠牲で倒れる者も少なくなかった。

## 地理

セントルイス郡内の位置

ヒビングはミネソタ州の北東部に位置し、スペリオル湖畔の淡水港湾都市ダルースからは飛行機で北西へ約100km、陸路では国道53号線を経由して120kmほど。
鉄鉱脈の影響で、周辺水域には鉄分（金気）がおおく、飲むと鉄味がある。
ヒビングの総面積は483.1km（186.5mi）である。市域のうち470.5km（181.7mi）が陸地で、12.5km（4.8mi）が水域である。総面積の約2.60%が水域となっている。近くには、マッカーシービーチ州立公園（ステイトパーク）がある。